# 양산 통도사 극락암 칠성탱
양산 통도사 극락암 칠성탱(梁山 通度寺 極樂庵 七星幀)은 대한민국 경상남도 양산시 하북면 통도사에 있는 조선시대의 탱화이다. 
2005년 10월 13일 경상남도의 유형문화재 제436호 양산 통도사 극락암 칠성탱으로 지정되었다가, 2018년 12월 20일 현재의 명칭으로 변경되었다.

## 개요
화면의 중앙에 청색의 천공을 배경으로 하여 구름 속에 솟아오른 연화좌 위에 치성광여래가 앉아 있고, 좌우에 월광ㆍ일광보살이 시립하고 있으며, 본존의 두광 좌우에 태상노군(太上老君)과 개덕진군(開德眞君)이 좌우대칭을 이루며 배치되어 있다.
9폭이 1조를 이룬 이 작품의 주조색은 주색ㆍ녹색ㆍ군청ㆍ황색ㆍ백색이며, 보관의 장식과 홀, 무릎 아래로 흘러내리는 장식, 성수의 머리 묶는 끈 장식 등에 금박을 사용하여 화려함을 더하고 있다.
이 칠성탱은 주존으로 치성광여래탱 1위와 자미대제 삼태육성탱 1위, 칠원성군탱 7위를 포함하여 모두 9위의 완품이 갖추어진 수작에 속하는 칠성탱 작품이다.
조성화기를 보면 증명, 송주, 금어 등의 연화질 명렬은 없으며, 다만 왕실의 무사안녕과 수명장수를 축원하고 있다. 예부터 어전에서 이루어진 작품에는 감히 작가의 낙관은 할 수 없듯이 이러한 연유로 연화질의 명렬을 남기지 않은 것으로 보인다.

## 지정 사유
치성광여래탱 1위와 자미대제 삼태육성탱 1위, 칠원성군탱 7위를 포함하여 모두 9위의 완품이 갖추어진 수작으로 화기에는 왕실의 무사안녕과 수명장수를 축원하는 내용이 있으며, 제작시기는 19세기 말～20세기 초에 편년되는 자료임을 감안하여 유형문화재로 지정한다.

## 같이 보기
- 통도사

## 참고 자료
- 양산 통도사 극락암 칠성탱 - 국가유산청 국가유산포털